# شوراب کبیر
شوراب کبیر، روستایی ساحلی در حاشیه زاینده رود است که در شهرستان سامان از توابع استان چهارمحال و بختیاری قرار دارد.

## جمعیت
این روستا در دهستان سامان قرار دارد و براساس سرشماری مرکز آمار ایران در سال ۱۳۸۵، جمعیت آن ۴۳۸ نفر (۱۰۹خانوار) بوده‌است.